# Almonte

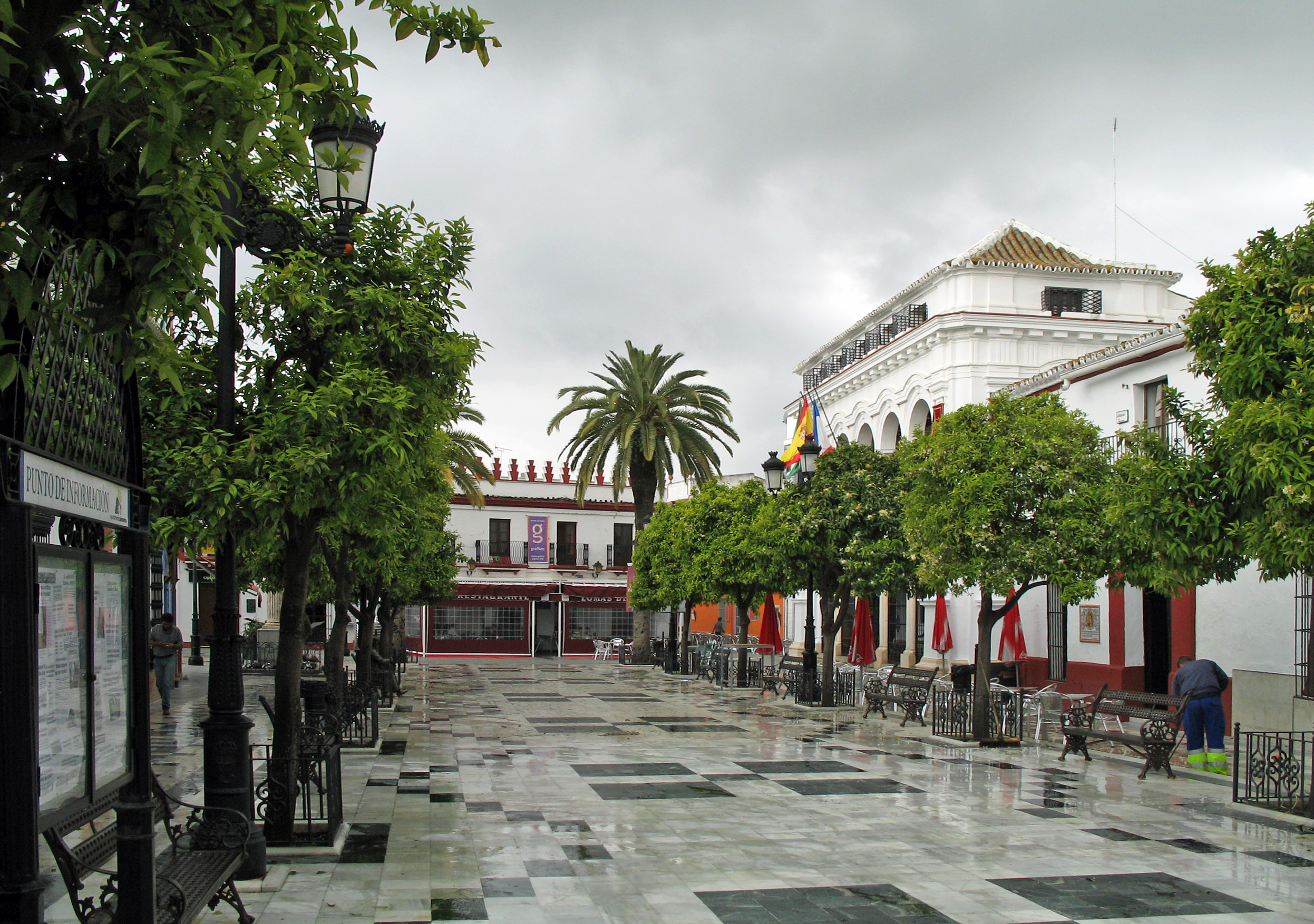
Almonte: Plaza Virgen del Rocío

Almonte is een gemeente in de Spaanse provincie Huelva in de regio Andalusië met een oppervlakte van 859 km². In 2007 telde Almonte 20.726 inwoners.

## Bedevaartsoord
Almonte is in Spanje zeer gekend als bedevaartsplaats van Onze-Lieve-Vrouw van El Rocío.

## Demografische ontwikkeling
Bron: INE; 1857-2011: volkstellingen